# Serramenti PVC Diquigiovanni-Androni Giocattoli 2009
Questa voce raccoglie le informazioni riguardanti la Serramenti PVC Diquigiovanni-Androni Giocattoli nelle competizioni ufficiali della stagione 2009.

## Organico

### Staff tecnico
TM=Team Manager; DS=Direttore Sportivo.
|  | Naz.              | Ruolo | Sportivo        |  |  |  |
|  | ----------------- | ----- | --------------- |  |  |  |
|  | Italia (bandiera) | TM    | Gianni Savio    |  |  |  |
|  | Italia (bandiera) | DS    | Marco Bellini   |  |  |  |
|  | Italia (bandiera) | DS    | Giovanni Ellena |  |  |  |

### Rosa
|  | Naz.                 |  | Sportivo             | Anno |  |  |
|  | -------------------- |  | -------------------- | ---- |  |  |
|  | Italia (bandiera)    |  | Manuel Belletti      | 1985 |  |  |
|  | Italia (bandiera)    |  | Leonardo Bertagnolli | 1978 |  |  |
|  | Svizzera (bandiera)  |  | Rubens Bertogliati   | 1979 |  |  |
|  | Italia (bandiera)    |  | Alessandro Bertolini | 1971 |  |  |
|  | Italia (bandiera)    |  | Denis Bertolini      | 1977 |  |  |
|  | Italia (bandiera)    |  | Thomas Bertolini     | 1988 |  |  |
|  | Italia (bandiera)    |  | Luca Celli           | 1979 |  |  |
|  | Italia (bandiera)    |  | Francesco De Bonis   | 1982 |  |  |
|  | Italia (bandiera)    |  | Mattia Gavazzi       | 1983 |  |  |
|  | Italia (bandiera)    |  | Francesco Ginanni    | 1985 |  |  |
|  | Italia (bandiera)    |  | Alberto Loddo        | 1979 |  |  |
|  | Spagna (bandiera)    |  | Luis Ángel Maté      | 1984 |  |  |
|  | Italia (bandiera)    |  | Leonardo Moser       | 1984 |  |  |
|  | Venezuela (bandiera) |  | Carlos Ochoa         | 1980 |  |  |
|  | Italia (bandiera)    |  | Davide Rebellin      | 1971 |  |  |
|  | Italia (bandiera)    |  | Elia Rigotto         | 1982 |  |  |
|  | Venezuela (bandiera) |  | Jackson Rodríguez    | 1985 |  |  |
|  | Svizzera (bandiera)  |  | Nazareno Rossi       | 1985 |  |  |
|  | Italia (bandiera)    |  | Michele Scarponi     | 1979 |  |  |
|  | Colombia (bandiera)  |  | José Serpa           | 1979 |  |  |
|  | Italia (bandiera)    |  | Gilberto Simoni      | 1971 |  |  |
|  | Italia (bandiera)    |  | Luca Solari          | 1979 |  |  |
|  | Italia (bandiera)    |  | Fabio Taborre        | 1985 |  |  |

## Palmarès

### Corse a tappe
- Brixia Tour

1ª tappa, parte a (Mattia Gavazzi)
2ª tappa (Leonardo Bertagnolli)
5ª tappa (Mattia Gavazzi)
- Settimana Ciclistica Lombarda

3ª tappa (Mattia Gavazzi)
- Giro d'Italia

6ª tappa (Michele Scarponi)
15ª tappa (Leonardo Bertagnolli)
18ª tappa (Michele Scarponi)
- Tirreno-Adriatico

6ª tappa (Michele Scarponi)
Classifica generale (Michele Scarponi)
- Tour de Langkawi

1ª tappa (Mattia Gavazzi)
2ª tappa (Mattia Gavazzi)
3ª tappa (Mattia Gavazzi)
5ª tappa (José Serpa)
6ª tappa (Mattia Gavazzi)
Classifica generale (José Serpa)
- Tour of San Luis

1ª tappa (Mattia Gavazzi)
4ª tappa (José Serpa)
- Vuelta a Venezuela

1ª tappa (Alberto Loddo)
2ª tappa (Alberto Loddo)
3ª tappa, parte a (Mattia Gavazzi)
3ª tappa, parte b (Mattia Gavazzi)
4ª tappa (Mattia Gavazzi)
- Vuelta a Andalucía

3ª tappa (Davide Rebellin)
4ª tappa (Davide Rebellin)
- Clásico Virgen de la Consolación de Táriba

3ª tappa (Jackson Rodríguez)
- Vuelta a Tovar

2ª tappa, parte b (Jackson Rodríguez)
- Vuelta y Ruta de Mexico

2ª tappa (Jackson Rodríguez)
3ª tappa (Gilberto Simoni)
Classifica generale (Jackson Rodríguez)
- Gran Caracol de Pista

5ª tappa (José Serpa)
- Vuelta a Santander

1ª tappa (José Serpa)
4ª tappa (José Serpa)
7ª tappa (José Serpa)

### Corse in linea
- Gran Premio Industria Commercio Artigianato Carnaghese (Francesco Ginanni)
- Gran Premio dell'Insubria (Francesco Ginanni)
- Trofeo Laigueglia (Francesco Ginanni)
- Freccia Vallone (Davide Rebellin)
- Circuito Feria de Manizales (José Serpa)

### Campionati nazionali
- Campionato svizzero

Cronometro (Rubens Bertogliati)

## Classifiche UCI

### Calendario mondiale UCI
Individuale
Piazzamenti dei corridori della Diquigiovanni-Androni Giocattoli nella classifica del Calendario mondiale UCI 2009.
| Pos. | Ciclista             | Punti |
| ---- | -------------------- | ----- |
| 34   | Michele Scarponi     | 139   |
| 122  | José Serpa           | 22    |
| 138  | Leonardo Bertagnolli | 16    |
| 180  | Rubens Bertogliati   | 8     |
| 253  | Gilberto Simoni      | 1     |
| 254  | Alessandro Bertolini | 1     |

Squadra
La Diquigiovanni-Androni Giocattoli chiuse in quattordicesima posizione con 379 punti.

### UCI Europe Tour
Individuale
Piazzamenti dei corridori della Diquigiovanni-Androni Giocattoli nella classifica dell'UCI Europe Tour 2009.
| Pos. | Ciclista             | Punti |
| ---- | -------------------- | ----- |
| 17   | Francesco Ginanni    | 318   |
| 33   | Leonardo Bertagnolli | 237   |
| 52   | Manuel Belletti      | 190   |
| 57   | Davide Rebellin      | 175   |
| 175  | Mattia Gavazzi       | 88    |
| 185  | Alessandro Bertolini | 84    |
| 256  | Fabio Taborre        | 63    |
| 297  | Michele Scarponi     | 55    |
| 376  | Jackson Rodríguez    | 43    |
| 425  | Luis Ángel Maté      | 40    |
| 430  | Luca Solari          | 39    |
| 471  | Gilberto Simoni      | 33    |
| 613  | Rubens Bertogliati   | 20    |
| 638  | Alberto Loddo        | 19    |
| 711  | Carlos Ochoa         | 16    |
| 715  | José Serpa           | 16    |
| 1200 | Luca Celli           | 2     |

Squadra
La Diquigiovanni-Androni Giocattoli chiuse in settima posizione con 1210 punti.

### UCI Asia Tour
Individuale
Piazzamenti dei corridori della Diquigiovanni-Androni Giocattoli nella classifica dell'UCI Asia Tour 2009.
| Pos. | Ciclista          | Punti |
| ---- | ----------------- | ----- |
| 12   | Mattia Gavazzi    | 142   |
| 13   | José Serpa        | 140   |
| 52   | Jackson Rodríguez | 48    |
| 230  | Carlos Ochoa      | 5     |

Squadra
La Diquigiovanni-Androni Giocattoli chiuse in quarta posizione con 335 punti.

### UCI America Tour
Individuale
Piazzamenti dei corridori della Diquigiovanni-Androni Giocattoli nella classifica dell'UCI America Tour 2009.
| Pos. | Ciclista          | Punti |
| ---- | ----------------- | ----- |
| 5    | José Serpa        | 148   |
| 18   | Jackson Rodríguez | 78    |
| 21   | Mattia Gavazzi    | 77    |
| 27   | Carlos Ochoa      | 68    |
| 104  | Alberto Loddo     | 28    |
| 129  | Manuel Belletti   | 22    |
| 164  | Gilberto Simoni   | 16    |
| 364  | Francesco Moser   | 3     |
| 374  | Denis Bertolini   | 2     |

Squadra
La Diquigiovanni-Androni Giocattoli chiuse in prima posizione con 440 punti.